# Nowhere (película de 2023)
Nowhere es una película de terror y suspenso española de 2023, dirigida por Albert Pintó y protagonizada por Anna Castillo y Tamar Novas.
Actualmente, es el tercer título de habla no inglesa más visto en Netflix con más de 85 millones de visualizaciones, solo superada por Troll y La Sociedad de la Nieve. 

## Sinopsis
Ambientada en un futuro distópico con escasez de recursos, la trama sigue la difícil situación de la mujer embarazada Mia, y su marido, Nico, que huyen de una España totalitaria a Irlanda escondidos en un contenedor marítimo. Tras ser forzosamente separados, Mia deberá luchar por su supervivencia cuando una violenta tormenta la arroja al mar. Sola y a la deriva en mitad del océano, Mia se enfrentará a todo para salvar la vida de su hija y reencontrarse con su pareja.

## Reparto
- Anna Castillo como Mía.[6][7]
- Tamar Novas como Nico.[6][7]
- Tony Corvillo como Gil.[7]
- Mariam Torres como Lucía.[7]
- Irina Bravo como Ángela.[7]
- Victoria Teijeiro como Vicky.[7]
- Mary Ruiz como Sandra.[7]
- Edu Bulnes como Andrés.[7]
- Antonio Buíl como Conductor Camión.[7]
- Saïd El Mouden como Traficante Líder.[7]
- Kaabil Sekali como Traficante.[7]
- Andrew McGurk como Padre del Pescador.[7]
- Saorla Wright como Hija del Pescador.[7]
- Tonu Sureda Luther como Nieto del Pescador.[7]

## Producción
La película cuenta con guion de Ernest Riera, Miguel Ruz, Seanne Winslow, Teresa Rosendoy e Indiana Lista, autora de la historia. Además está producida por Miguel Ruz (El practicante) y cuenta con la producción ejecutiva de Jordi Roca, ambos socios en la productora Rock & Ruz. La cinta lanzó su trailer en septiembre de 2023, unas semanas antes de su estreno oficial en Netflix (plataforma productora y distribuidora de la película), el 29 de septiembre de 2023.

## Recepción crítica
La película cuenta con un índice de aprobación del 64% por parte de la crítica en Rotten Tomatoes.
Entre los comentarios de los medios de cine españoles, han descrito la película como un “thriller claustrofóbico” y “otro éxito para Netflix”, destacando la actuación de Anna Castillo. Diarios críticos argentinos y españoles la calificaron desde "buena" a "muy buena".